# Reizegat
Reizegat, jedno od pet glavnih nomadskih arapskih plemena iz skupine Baggara nastanjeno na području južnog Darfura u zapadnom Sudanu. Reizegatski nomadi, poznati kao janjaweed (جنجويد), od 2003. godine počinju zbog vlasništva nad pašnjacima terorizirati stočarska sela susjednih plemena, masakriravši stanovništvo. Neki od ovih napada izvedeni su i nad selima plemena kao što su njihovi tradicionalni prijatelji, pleme Terjem.

## Vanjske poveznice
- Darfur: History,Analysis, Strategy
- Clashes erupt among Darfur Arab tribes